# Survive the Summer
Survive the Summer (abreviado como: S.T.S) é o quarto extended play (EP) da rapper australiana Iggy Azalea, lançado a 3 de agosto de 2018 através da Island Records. As sessões de gravação começaram a meio de 2017, após o cancelamento do álbum de estúdio Digital Distortion. A sua produção esteve a cargo de Bedrock, Ronny J, GT e Wallis Lane.

## Singles
"Kream", com participação do rapper americano Tyga, foi lançada em 6 de julho de 2018, servindo como primeiro single do EP.

### Singles promocionais
"Tokyo Snow Trip" foi lançada junto com "Kream", em 6 de julho servindo como primeiro single promocional do EP.

## Alinhamento
| N.º            | Título                                    | Produtor(es)               | Duração |  |
| 1.             | "Survive the Summer"                      | Ljay Currie Eric Weaver    | 2:44    |  |
| 2.             | "Tokyo Snow Trip"                         | Bedrock                    | 2:10    |  |
| 3.             | "Kream" (com a participação de Tyga)      | Ronny J GT [a] Wallis Lane | 2:46    |  |
| 4.             | "Hey Iggy"                                | Bedrock                    | 2:47    |  |
| 5.             | "Kawasaki"                                | Bedrock Weaver             | 2:57    |  |
| 6.             | "OMG" (com a participação de Wiz Khalifa) | Smash David Weaver         | 2:29    |  |
| Duração total: | Duração total:                            | Duração total:             | 15:53   |  |

Notas
- ↑[a]  denota um coprodutor.

## Créditos
O EP apresenta os seguintes créditos:
- Iggy Azalea - vocais;
- Tyga – vocais;
- Wiz Khalifa - vocais;
- Bedrock – produção;
- Ronny J – produção;
- Wallis Lane – produção;
- Ljay Currie – produção;
- Smash David – produção;
- Eric Weaver – produção vocal, engenharia de áudio;
- GT – coprodução;
- Christian "CQ" Quinonez – engenharia;
- Mike Seaberg – assistência de mistura;
- Jacob Richards – assistência de mistura;
- Rashawn Mclean – assistência de mistura;
- Jaycen Joshua – mistura.

## Desempenho comercial

### Posições nas tabelas musicais
| Tabela musical (2018)           | Melhor posição |
| ------------------------------- | -------------- |
| Austrália - ARIA Digital Albums | 17             |
| Estados Unidos - Billboard 200  | 144            |